# Minimalism

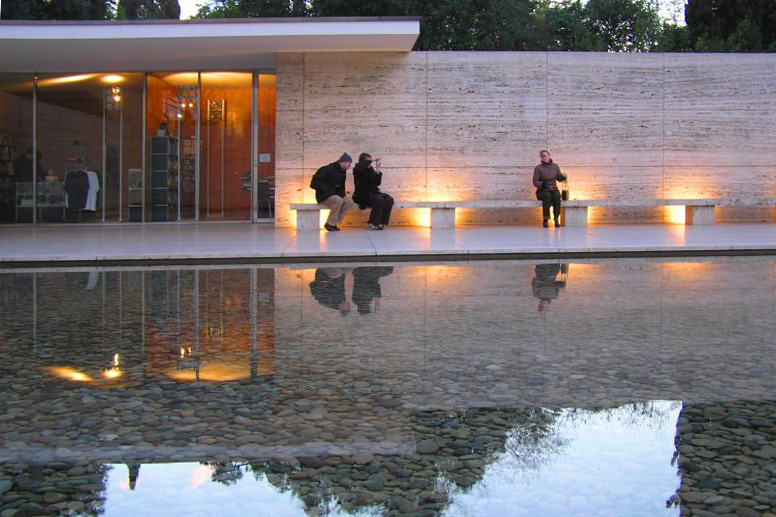
Pavilionul din Barcelona al lui Ludwig Mies van der Rohe,
constituie un strălucit exemplu de o construcție minimalistă

Minimalismul se referă la acele mișcări sau stiluri în diverse forme de artă și design, în special arte vizuale și muzică, unde lucrarea de artă este redusă la părțile fundamentale. În alte domenii ale artelor, minimalismul caracterizează nuvelele lui Ernest Hemingway, arta aranjării florale japoneze, Sogetsu Ikebana, piesele de teatru ale lui Samuel Beckett, filmele lui Jean-Pierre Melville și Robert Bresson, poveștile lui Raymond Carver și chiar planurile de automobile ale lui Colin Chapman.

## Minimalismul în arhitectură
Mies van der Rohe  a spus: „Less is more”: „mai puțin înseamnă mai mult”, pentru a defini strategiile sale estetice de a pune mai mult accent pe structura internă a construcției, de a elimina pereții interni și de a adopta un plan deschis, reducând structura construcției la o „piele”, sau fațadă, puternică, transparentă și elegantă.
Designerul Buckminster Fuller a adoptat un motto similar, „Făcând mai mult cu mai puțin” (Making more with less), dar tehnicile lui erau mai degrabă axate spre tehnologie și inginerie decât estetică.
„Noi am adaptat acest lucru pentru a reflecta un mod de a trai, atunci cand cineva are nevoie de mai putine lucruri si mai putin spatiu de a le expune.” In anii  ’60 termenul de „minimalism”  a devenit la moda , definind  in primul rand un stil de arta, iar apoi de design. In termini arhitecturali minimalismul este bazat pe un proces de a reducere arhitectura la conceptiile sale esentiale de spatiu, lumina si forma.

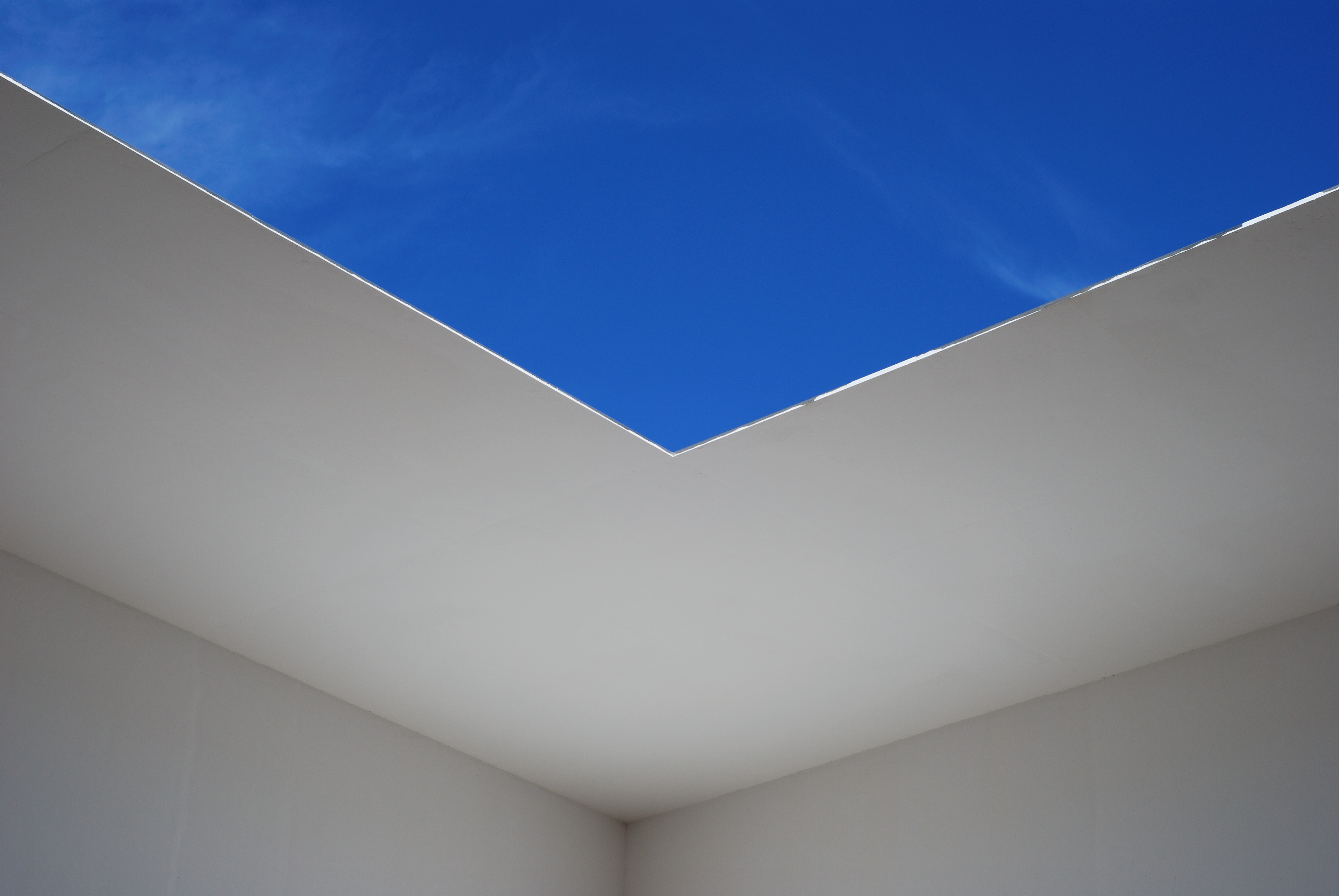
Spațiu care vede, James Turrel.

Lucrările arhitecților minimaliști precum Louis Baragan, Claudio Silvestrin si Tadao Ando explora fundamentele spatiului, lumini si materiale evitand maniera stilata. Minimalismul este un stil popular de design interior, cu toate ca recent a inceput sa devina mai delicat si mai standardizat fata de trecutul sau rigid si rece. Fundamentul minimalismului ramane insa acelasi: linii clare, suprafete dure si mobilier jos, dar, mai nou, observam muchii mai slabe, mai multe culori, textura aducand tot mai mult cu textura organica.
Rezultatul minimalismului nu depinde neaparat de folosirea unor metode elaborate, tehnologie avansata sau materiale specifice, ci doar de un proces rational si simplu, rezultatul putand fi cu usurinta remarcat. De aceea acest mod de a face lucrurile, aceasta sensivitate a designului este atat de des intalnit, avand in vedere ca a evoluat atunci cand efectele  globalizarii  (in economie) au fost simtite, mai ales in domeniul culturii.
Lumina  este una dintre principalele aspecte ale minimalismului, in arhitectura cat si in designul interior. Lumina directa, indirecta ,difuza, puncte de lumina care pot mari spatiul, acoperi un zid, reflecta culorile, lumina anumite obiecte de mibilier sau accentua un anumit traseu.
Este foarte interesant de observat ca prin utilizarea filtrelor de lumina, materialelor  foarte deschise ,sticla translucida, sau luminii difuze, obiectele par sa sfideze legile gravitatiei. Materialele translucide au mai degraba  abilitatea de a sugera contururile decat de a ni le arata. Lumina care patrunde prin acestea estompeaza muchiile obiectelor, facandu-le sa arate de parca s-ar dizolva in spatiu. Panourile din lemn laminat au efect similar. Aparent solide de la distanta, pot fi modelate in foarte multe modalitati fara a strica aspectul final al suprafetei, fiind armonizat de lumina filtrata.

## Minimalismul în arte vizuale

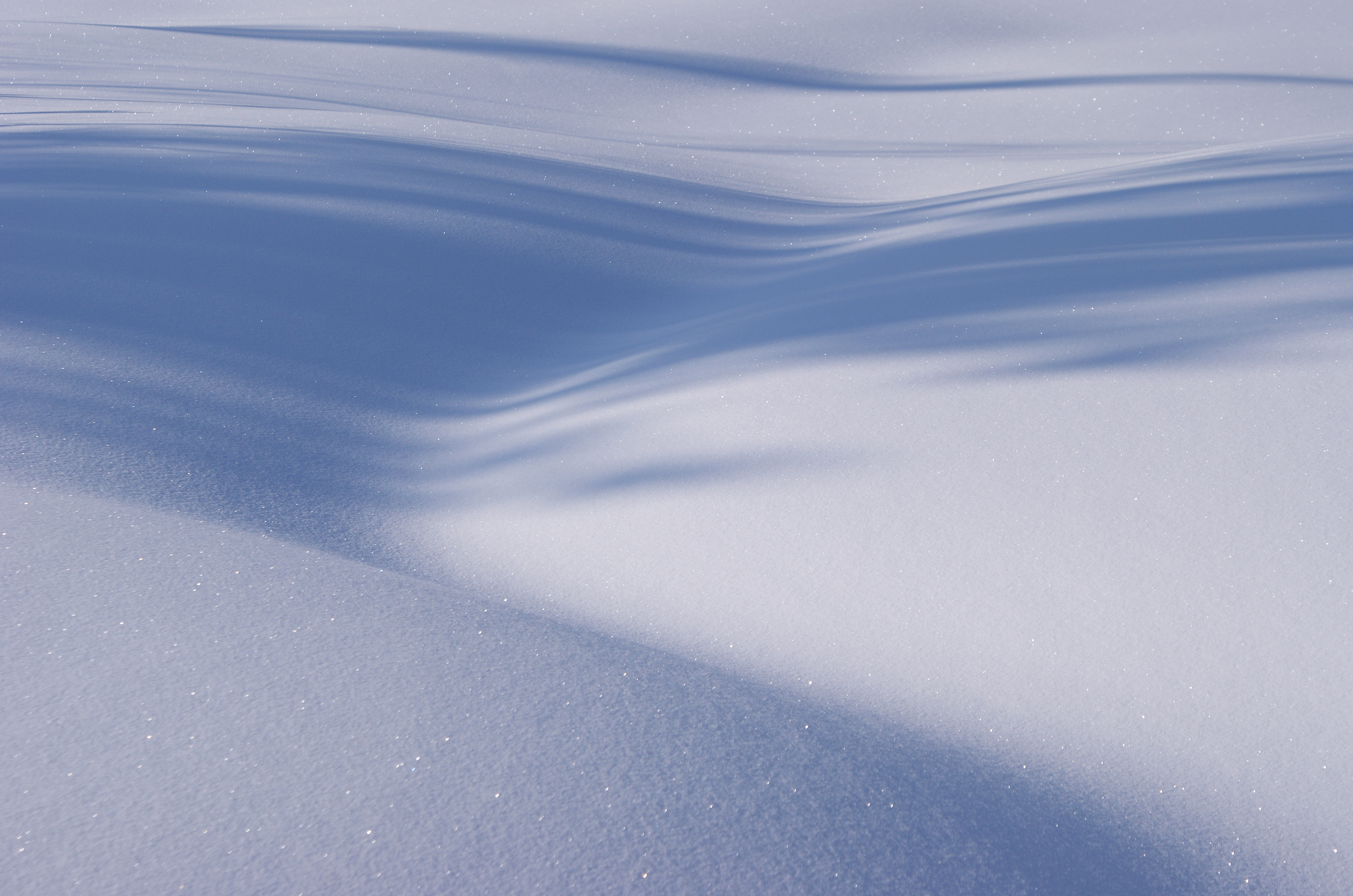
O fotografie minimalistă

O pictură minimalistă, de exemplu, va folosi în general un număr limitat de culori și va folosi forme geometrice simple. În sculptura minimalistă, accentul se pune pe materialele folosite (vezi David Smith și Donald Judd). Deși mulți cred că minimalismul implică doar reprezentări abstracte-geometrice, acestă mișcare se extinde în afara acestor limitări.
În mișcarea minimalistă, au existat trei faze importante:
Prima fază a implicat reducerea la esențial a formelor artistice. Cele mai importante contribuții la acestă fază a minimalismului au fost aduse de constructiviștii ruși și sculptorul român Constantin Brâncuși. Constructiviștii ruși au proclamat că simplificarea formelor a fost realizată ca să lanseze crearea unei limbi universale a artei care să fie înțeleasă de mase. Lucrările lui Brâncuși au avut mai degrabă țelul de a găsi puritatea formei, și au pregătit drumul artistic pentru alte abstracții ale formei, similare minimalismului.
A doua fază a mișcării a început o dată cu lansarea unor artiști așa cum ar fi: Sol LeWitt, Frank Stella, Donald Judd și Robert Smithson.
A treia fază, numită în general „post-minimalism”, a apărut datorită creațiilor unor artiști precum Martin Puryear, Tyrone Mirchell, Melvin Edwards și Joel Shapiro. Această fază include referințe distincte la obiecte fără a avea o reprezentare directă.

## Minimalismul în literatură
Minimalismul literar este caracterizat printr-o folosire redusă a cuvintelor. Autorii minimaliști evită adverbe și preferă ca chiar contextul, în locul descrierilor literare, să dicteze înțelesul pieselor. Cititorii sunt așteptați să aibă un rol activ în crearea unei povești, sau să determine înțelesul bazat atât pe contextul lor personal cât și pe contextul autorului. Personajele în proza minimalistă sunt neexcepționale/banale - adică includ persoane banale ca antrenori de echipe de cartier sau persoane care vând cărți, decât persoane faimoase, excepționale sau foarte bogate.
Precursor al minimalismului literar în Statele Unite ale Americii poate fi considerat Ernest Hemingway. Printre cele mai bune exemple a lucrărilor lui minimaliste este nuvela „Dealuri ca elefanți albi” (Hills Like White Elephants în engleză). Una dintre caracteristicele importante ale scrierilor lui Hemingway este faptul că el niciodată nu descrie tonul unui personaj când vorbește - cititorul este obligat să interpreteze tonul bazat pe răspunsul celorlalte personaje.
După Hemingway, în anii 1940, diverși scriitori de romane polițiste, ca James M. Cain și Jim Thompson, au adoptat un stil simplu și direct de scris, fapt care le-a adus succese importante.
Alți scriitori minimaliști sunt: Raymond Carver, Chuck Palahniuk, Amy Hempel, Bobbie Ann Mason, Tobias Wolff, Grace Paley, Sandra Cisneros, Mary Robinson și Frederick Barthelme. În plus, scriitorul irlandez Samuel Beckett este cunoscut pentru piesele de teatru și poveștile lui minimaliste.

## Minimalismul în filosofie
Minimalismul în filosofie indică o filosofie formată în jurul unor elemente de bază ale vieții, în loc de tot spectrul uman sau al vieții. Persoanele care au adoptat o filosofie minimalistă în general trăiesc viața la un nivel de bază, cu minimul necesar ca să supraviețuiască.
Multe secte radicale afirmă că practică filosofii minimaliste, în timp ce liderii lor își asumă dreptul de a-și însuși tot ce este de valoare de la prozeliții lor, incluzând elemente de bază, precum haine sau dreptul de a menține igiena personală.
De asemenea, diverse filosofii moderne pot fi considerate minimaliste întrucât se axează pe o serie limitată de elemente importante în viață. Acestea includ filosofii care pun în centrul lor banii sau un dumnezeu oarecare.

## Minimalismul în muzică
În muzica ultimilor 40 de ani, cuvântul minimalism este uneori folosit pentru muzica care are unele dintre (sau chiar toate) caracteristicile următoare: repetare îndelungată (deseori a unor fraze muzicale scurte, cu variații minime), ostinato-uri sau stasis-uri (deseori sub forma unor sunete joase și/sau lungi); accentuarea armoniei consonante; un puls constant; efect hipnotic; uneori sunt folosite schimbări de fază, în care undele sonore ies din sincronicitate una cu alta puțin câte puțin. Ca exemple pot fi numite compoziții ale lui John Cage sau LaMonte Young.
Cuvântul „minimalism”, făcut cunoscut independent unul de altul de către compozitorii Michael Nyman și Tom Johnson, este controversat, dar este des folosit încă de la mijlocul anilor 1970. Aplicarea unui termen din artele vizuale la muzică a fost contestat; totuși, nu numai că muzica de acest fel are aceeași simplicitate și aversiune pentru ornamentări excesive pe care o are și sculptura minimalistă, dar unele dintre primele concerte de muzică minimalistă au avut loc tocmai cu ocazia unor expoziții de arte vizuale minimaliste, de exemplu ale lui Sol LeWitt. Mai mulți compozitori asociați cu muzica minimalistă au criticat termenul, un exemplu notabil fiind Philip Glass.
O formă mai recentă de muzică minimalistă este techno-ul minimalist, un subgen al muzicii techno. În formele ei cele mai simple, această muzică constă doar dintr-un singur motiv ostinato (deseori numit „loop muzical") cântat cu toba bas bătând pe pulsul de sfert de notă. În alte exemple, structuri ritmice de bază sunt puse unele peste altele creând astfel un acompaniament poliritmic pentru același puls de tobă bas de 4/4. Sherburne (2004) numește această tehnică masificare iar pe prima scheletalism.

## Minimalismul ca stil de viața
Minimalismul ca stil de viață presupune concentrarea asupra lucrurilor esențiale și renunțarea la exces, fie că este vorba de obiecte, activități sau obiceiuri. Scopul este de a reduce distragerile și de a elimina dezordinea pentru a crea spațiu fizic, mental și emoțional. Prin minimalism, oamenii devin mai conștienți de alegerile lor, sfințește experiențele semnificative și se concentrează pe valorile autentice, cum ar fi relațiile, sănătatea și creșterea personală. Acest stil de viață promovează claritatea, libertatea și sustenabilitatea.

## Alte articole
- Ikebana
- Ro Ho En